# آرایه‌شناسی (زیست‌شناسی)
در زیست‌شناسی، آرایه‌شناسی یا تاکسونومی (به انگلیسی: Taxonomy) (از یونانی باستان τάξις، به صورت taxis خوانده شده، به معنای "چینش یا آرایش"، و -νομία، به صورت -nomia خوانده شده به معنای "روش")، مطالعه علمی نامگذاری، تعریف (تعیین حدود) و طبقه‌بندی گروه جانداران زیست‌شناختی، برحسب ویژگی‌های مشترکشان می‌باشد. جانداران را به آرایه‌ها (تاکسا taxa که مفرد آن taxon تاکسون است) دسته‌بندی کرده، و به هر کدام از این دسته‌ها طبقه یا رتبه آرایه شناختی نسب داده می‌شود؛ به گونه‌ای که گروه‌هایی از یک طبقه را می‌توان در طبقه فراگیرتری تجمیع کرده و بدین طریق سلسله مراتب آرایه‌شناختی شکل خواهد گرفت. جدیدترین طبقه‌بندی مورد استفاده بدین صورت است: حوزه (domain)، فرمانرو (kingdom)، شاخه (phylum) (برخی مواقع در گیاه‌شناسی به آن division یا بخش گفته می‌شود)، رده (class)، راسته (order)، خانواده (family)، سرده (genus)، گونه (species). گیاه‌شناس سوئدی، کارل لینه را به عنوان بنیان‌گذار دستگاه کنونی آرایه‌شناختی بر می‌شمرند، چرا که او دستگاه طبقه‌بندی به نام آرایه‌شناسی لینه‌ای را برای نامگذاری جانداران بنیان نهاد.
با پیشرفت‌هایی که در این نظریه رخ داد، داده‌ها و فناوری تحلیل سیستماتیک زیست‌شناختی (یا سامانه‌شناسی زیستی) دستگاه لینه‌ای تبدیل به دستگاهی از طبقه‌بندی زیست‌شناختی نوینی جهت بازتاب روابط تکاملی بین جانداران، چه آن‌ها که زنده‌اند، یا آن‌ها که منقرض شده‌اند گشت.

## کتابشناسی
- Stace, Clive A. (1989) [1980]. Plant taxonomy and biosystematics (2nd. ed.). Cambridge: انتشارات دانشگاه کمبریج. ISBN 978-0-521-42785-2. Retrieved 19 April 2015.
- Datta, Subhash Chandra (1988). Systematic Botany (4 ed.). New Delhi: New Age International. ISBN 978-81-224-0013-7. Retrieved 25 January 2015.
- Stuessy, Tod F. (2009). Plant Taxonomy: The Systematic Evaluation of Comparative Data. Columbia University Press. ISBN 978-0-231-14712-5. Retrieved 6 February 2014.